# Péter Klobusiczky

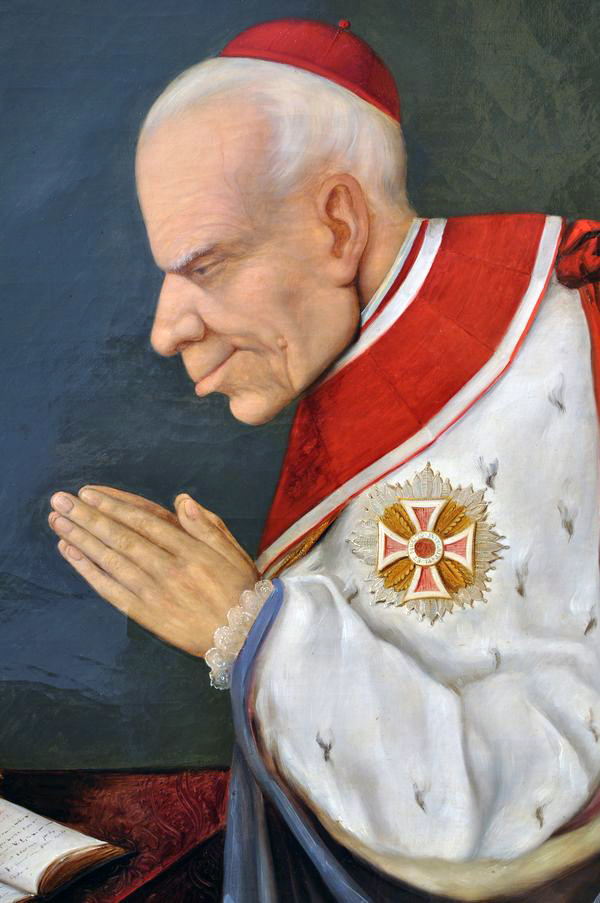
Péter Klobusiczky Erzbischof von Kalocse

Péter Klobusiczky (* 26. Juni 1752 in Fehér-Gyarmat, Königreich Ungarn; † 2. Juli 1843 in Kalocsa (Ungarn)) war römisch-katholischer Erzbischof von Kalocsa.

## Leben
Er trat am 17. Oktober 1769 der „Gesellschaft Jesu“ (SJ) bei und wurde am 24. August 1774 zum Diakon und am 25. September 1775 zum Priester geweiht.
Am 10. Juli 1807 wurde er mit kaiserlichem Dekret Franz I. zum Bischof von Satu Mare ernannt. Diese Ernennung bestätigte Papst Pius VII. am 10. Januar 1808. Konsekriert wurde er am 21. Februar 1808 durch den Erzbischof von Eger, István Fischer de Nagy. Mitkonsekrator war der Bischof von Rožňava, Ferenc Szanyi. Er wohnte zunächst, wie bereits sein Vorgänger, als Gast im Schloss der Grafenfamilie Károlyi Erdödi, bis seine Residenz fertiggestellt wurde. Er vollendete die Kathedrale, die Bischofsresidenz mit dem angeschlossenen Priesterseminar und hielt vom 23.–26. September 1821 die erste Diözesansynode ab.
Der Kaiser ernannte ihn am 21. Dezember 1821 zum Erzbischof von Kalocsa, was von Pius VII. am 19. April 1822 ebenfalls bestätigt wurde. Er ließ ein Krankenhaus und Altersheim in Kalocsa erbauen.
Erzbischof Péter Klobusiczky starb am 2. Juli 1843 und wurde in der Krypta der Kathedrale von Kalocsa beigesetzt.